# Tupi ou pas Tupi, telle est la question
 (avril 2024).
Si vous disposez d'ouvrages ou d'articles de référence ou si vous connaissez des sites web de qualité traitant du thème abordé ici, merci de compléter l'article en donnant les références utiles à sa vérifiabilité et en les liant à la section « Notes et références ».
« Tupi ou pas Tupi, telle est la question » est l'un des aphorismes  les plus célèbres et cités du Manifeste anthropophage, publié en mai 1928 par l'écrivain brésilien Oswald de Andrade dans le premier numéro de la Revue d'anthropophagie (pt). Sa construction met en jeu le nom du peuple tupi et les mots du monologue « To be, or not to be », dans la pièce Hamlet de William Shakespeare.

L'anthropophagie au Brésil en 1557.

Cet aphorisme a eu un impact profond sur la manière dont les cultures indigènes étaient vues au Brésil ; les plaçant radicalement à l'ordre du jour de la nation.

## Voir également
- Langue tupie
- Anthropophagie